# اس‌اف‌ایکس (مجله)
اس‌اف‌ایکس (به انگلیسی: SFX) مجله‌ای انگلیسی است که جوایزی به همین نام را به فیلم‌ها و بازیگران اهدا می‌کند. این مجله به موضوعات علمی-تخیلی، فانتزی و ترسناک در قالب فیلم، تلویزیون، بازی ویدئویی، کمیک و ادبیات می‌پردازد. «اس» و «اف» مخفف «ساینس فیکشن» (science fiction) است اما «ایکس» مشخص نیست که مخفف چیست.

## جوایز اس‌اف‌ایکس
جوایز اس‌اف‌ایکس دستاوردهای سال گذشته در آثار علمی-تخیلی را جشن می‌گیرد و جایزه‌ها توسط خوانندگان مجله رای‌گیری می‌شوند. نخستین دوره جوایز اس‌اف‌ایکس در ۱۹۹۷ رخ داد.